# 國防部陸軍司令部
國防部陸軍司令部位於臺灣桃園市龍潭區大漢營區，為中華民國國防部依《國防部組織法》特設的軍事機關，負責辦理中華民國陸軍軍事事務的規劃、督導及執行。下轄政治作戰室、督察長室、人事軍務處、軍事情報處、戰備訓練處、後勤處、計畫處、主計處、化學兵處、工兵處、通信電子資訊處等幕僚部門。

## 沿革
- 1944年12月，同盟國中國戰區中國陸軍總司令部成立。
- 1946年6月1日，國民政府軍事委員會軍訓部與中國陸軍總司令部合併整編為「陸軍總司令部」。[3]
- 1949年10月，因第二次國共內戰，組織暫不復存。[3]
- 1950年4月16日，於臺灣省高雄縣鳳山鎮（現高雄市鳳山區陸軍軍官學校校址）以臺灣防衛總司令部改組整編為「陸軍總司令部」。[3]
- 2005年1月1日，因應《國防部組織法》施行，全銜改為「國防部陸軍總司令部」。[3]
- 2006年2月17日，因應《國防部組織法》規定，全銜改為「國防部陸軍司令部」。[3]

## 組織

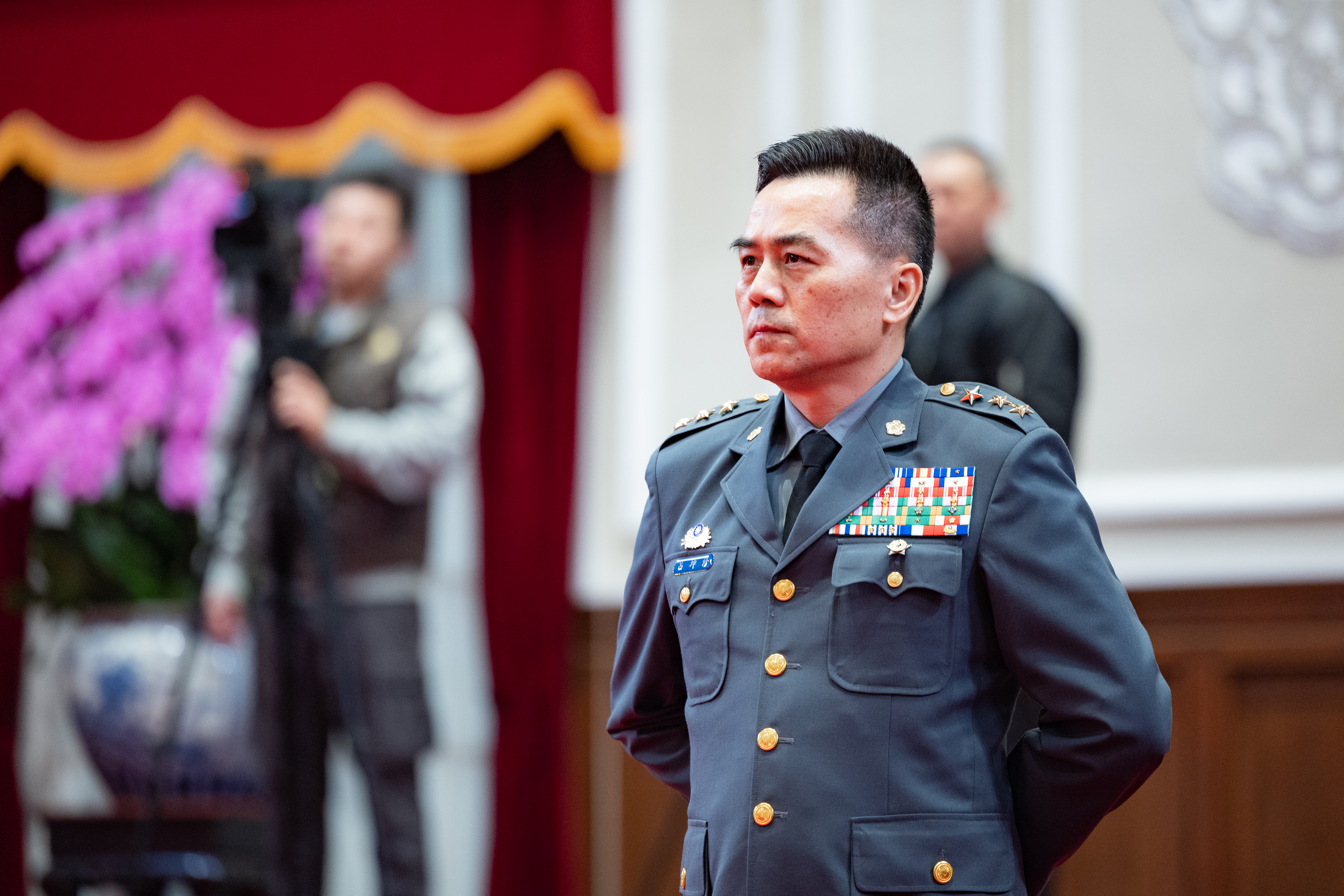
現任陸軍司令呂坤修二級上將

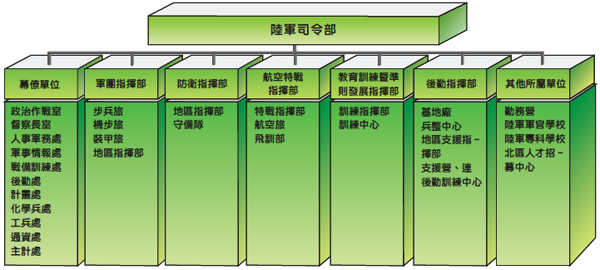
陸軍司令部架構圖

國防部陸軍司令部（駐臺灣桃園市龍潭區）—— 「大漢部隊」
- 司令1人（二級上將）
  - 副司令2人（中將）[6]
  - 參謀長1人（中將）
  - 政戰主任1人（中將）
    - 督察長1人（少將）
    - 副參謀長2人（少將）
    - 政戰副主任1人（少將）
    - 副督察長1人（少將或上校）
    - 處長7-9人（少將）
      - 處長1人（上校）
      - 副處長12-16人（上校）
      - 主任1人（上校）
      - 副主任1人（上校）
      - 參謀主任1人（上校）
      - 組長46-58人（上校）
      - 管制長1人（上校）
      - 副組長22-34人（上校）
      - 參謀571-695人（校官、尉官、士官）（內47-79人得列上校）
        - 副管制長1人（中校）

部本部單位
- 政治作戰室 （主任 一位 中將、副主任 一位 少將）
- 督察室 （督察長 一位 少將）
- 人事軍務處 （處長 一位 少將）
- 軍事情報處 （處長 一位 上校）
- 戰備訓練處 （處長 一位 少將）
- 後勤處 （處長 一位 少將）
- 計畫處 （處長 一位 少將）
- 化學兵處 （處長 一位 少將）
- 工兵處 （處長 一位 少將）
- 通信電子資訊處（處長 一位 少將）
- 主計處 （處長 一位 上校）

直屬單位
- 勤務營
- 醫務所
- 北部地區人才招募中心主任 上校

受國防部委任辦理所屬學校
- 陸軍軍官學校（駐臺灣高雄市鳳山區）——“黃埔部隊”
- 陸軍專科學校（駐臺灣桃園市中壢區）——“勇士部隊”

直屬部隊
- 陸軍第六軍團指揮部（駐臺灣桃園市中壢區） ——「前鋒部隊」
化學兵第三三群（駐臺灣桃園市中壢區）——“龍騰部隊”
工兵第五三群（駐臺灣桃園市八德區）——“龍華部隊”
砲兵第二一指揮部（駐臺灣桃園市平鎮區）——“金鷹部隊”
  - 陸軍關渡地區指揮部（駐臺灣新北市淡水區）——“虎嘯部隊”
  - 陸軍蘭陽地區指揮部（駐臺灣省宜蘭縣三星鄉）——“黃龍部隊”
  - 陸軍機械化步兵第二六九旅（駐臺灣桃園市楊梅區）——“雄獅部隊”
  - 陸軍裝甲第五四二旅（駐臺灣省新竹縣湖口鄉）——“迅雷部隊”
  - 陸軍裝甲第五八四旅（駐臺灣省新竹縣湖口鄉）——“登步部隊”
  - 陸軍步兵第一五三旅（駐臺灣省宜蘭縣宜蘭市）——“翔龍部隊”
  - 陸軍步兵第二〇六旅（駐臺灣省新竹縣關西鎮）——“威武部隊”
  - 陸軍步兵第一〇九旅（駐臺灣桃園市楊梅區）——“虎躍部隊”，原陸軍北區專長訓練中心，2021年1月1日擴大整編為陸軍步兵第一〇九旅（駐臺灣桃園市中壢區）[8]
  - 陸軍第三地區支援指揮部（駐臺灣桃園市中壢區）——“承勤部隊”

- 陸軍第八軍團指揮部（駐臺灣高雄市旗山區）——“干城部隊”
化學兵第三九群（駐臺灣臺南市永康區） ——“？？部隊”
工兵第五四群（駐臺灣臺南市新化區） ——“神斧部隊”
砲兵第四三指揮部（駐臺灣高雄市大樹區） ——“天雷部隊”
  - 陸軍機械化步兵第三三三旅（駐臺灣省屏東縣萬巒鄉） ——“埔光部隊”[9]
  - 陸軍裝甲第五六四旅（駐臺灣高雄市阿蓮區） ——“少康部隊”
  - 步兵第二〇三旅（駐臺灣臺南市官田區） ——“實踐部隊”
  - 陸軍步兵第一一七旅（駐臺灣高雄市鳳山區） ——“海鵬部隊”，原陸軍南區專長訓練中心，2021年1月1日擴大整編為陸軍步兵第一一七旅[10][8]
  - 陸軍第四地區支援指揮部（駐臺灣高雄市旗山區） ——“勁勤部隊”

- 陸軍第十軍團指揮部（駐臺灣臺中市新社區）——“崑崙部隊”
化學兵第三六群（駐臺灣臺中市大雅區）——“？？部隊”
工兵第五二群（駐臺灣臺中市太平區）——“光隆部隊”
砲兵第五八指揮部（駐臺灣臺中市神岡區）——“虎鋒部隊”
  - 陸軍機械化步兵第二三四旅（駐臺灣臺中市大雅區）——“長城部隊”[11]
  - 陸軍裝甲第五八六旅（駐臺灣臺中市后里區）——“鍾山部隊”
  - 陸軍步兵第三〇二旅（駐臺灣臺中市烏日區成功嶺）——“虎威部隊”
  - 陸軍步兵第一〇四旅（駐臺灣臺中市烏日區成功嶺）——“常山部隊”
  - 陸軍步兵第一〇一旅（駐臺灣省嘉義縣大林鎮）——“堅實部隊”
  - 陸軍步兵第二五七旅（駐臺灣省嘉義縣大林鎮）——“軍魂部隊”
  - 陸軍第五地區支援指揮部（駐臺灣臺中市新社區） ——“堅毅部隊”
- 陸軍花東防衛指揮部（駐臺灣省花蓮縣花蓮市）——“正義部隊”
  - 陸軍臺東地區指揮部（駐臺灣省臺東縣卑南鄉）——“鎮東部隊”
  - 陸軍第二地區支援指揮部（駐臺灣省花蓮縣花蓮市）——「？？部隊」
- 陸軍澎湖防衛指揮部（駐臺灣省澎湖縣馬公市）——“鎮疆部隊”
  - 陸軍第一地區支援指揮部（駐臺灣省澎湖縣馬公市）——「？？部隊」
- 陸軍金門防衛指揮部（駐福建省金門縣金湖鎮）——“太武部隊”
  - 陸軍金門守備大隊（駐福建省金門縣金湖鎮）——「虎軍部隊」
  - 陸軍烈嶼守備大隊（駐福建省金門縣烈嶼鄉）——「誠實部隊」
  - 陸軍金門地區支援營（駐福建省金門縣金湖鎮）——「神豹部隊」
- 陸軍馬祖防衛指揮部（駐福建省連江縣南竿鄉）——“雲臺部隊”
  - 陸軍南竿守備大隊（駐福建省連江縣南竿鄉）——「雲臺部隊」
  - 陸軍北高守備大隊（駐福建省連江縣北竿鄉）——「擎天部隊」
  - 陸軍莒光守備大隊（駐福建省連江縣莒光鄉）——「莒光部隊」
  - 陸軍馬祖地區支援營（駐福建省連江縣南竿鄉）——「？？部隊」
- 陸軍東引地區指揮部（駐福建省連江縣東引鄉）—— “忠義部隊”
- 陸軍航空特戰指揮部（駐臺灣臺南市歸仁區）——“武漢部隊”
  - 陸軍航空第六〇一旅（駐臺灣桃園市龍潭區）——“龍城部隊”
  - 陸軍航空第六〇二旅（駐臺灣臺中市新社區）——“龍翔部隊”
  - 陸軍飛行訓練指揮部（駐臺灣臺南市歸仁區）——“神鷹部隊”
  - 陸軍特種作戰指揮部（駐臺灣桃園市龍潭區） ——“天龍部隊”
- 陸軍教育訓練暨準則發展指揮部（駐臺灣桃園市龍潭區）——“武略部隊”
  - 陸軍部隊訓練北區聯合測考中心（駐臺灣省新竹縣湖口鄉）——“捷豹部隊”
  - 陸軍部隊訓練南區聯合測考中心（駐臺灣臺南市白河區）——“潼關部隊”
  - 陸軍砲兵部隊測考中心 （駐臺灣省雲林縣斗六市）——“精訓部隊”
  - 陸軍裝甲兵訓練指揮部（駐臺灣省新竹縣湖口鄉）——“精是部隊”
  - 陸軍砲兵訓練指揮部（駐臺灣臺南市永康區）——“湯山部隊”
  - 陸軍步兵訓練指揮部（駐臺灣高雄市鳳山區）——“金湯部隊”
  - 陸軍通信電子資訊訓練中心兼陸軍通信兵部隊測考中心（駐臺灣桃園市平鎮區）——“虎嶺部隊”
  - 陸軍化生放核訓練中心（駐臺灣桃園市八德區）——“花岡部隊”
  - 陸軍工兵訓練中心（駐臺灣高雄市燕巢區）——“金陵部隊”
  - 陸軍後勤訓練中心（駐臺灣桃園市平鎮區）——“漢陽部隊”
  - 陸軍空降訓練中心（駐臺灣省屏東縣屏東市）
  - 陸軍特戰訓練中心（駐臺灣台中市和平區）
  - 陸軍無人機訓練中心（駐臺灣臺南市白河區）
- 陸軍後勤指揮部（駐臺灣臺北市南港區）——“精勤部隊”
  - 陸軍兵工整備發展中心
  - 陸軍通信電子器材基地勤務廠
  - 陸軍飛彈光電基地勤務廠
  - 陸軍航空基地勤務廠
  - 陸軍汽車基地勤務廠
  - 陸軍後勤指揮部副食供應中心
  - 各地區後勤支援指揮部（營）（編配軍團及防衛指揮部）
- 陸軍後備指揮部（陸軍負責編配，編制則屬全民防衛動員署）
  - 北部地區後備指揮部
  - 中部地區後備指揮部
  - 南部地區後備指揮部

### 陸軍新兵訓練中心（新訓步兵旅）
- 陸軍步兵第一五三旅（駐臺灣省宜蘭縣宜蘭市）（翔龍部隊）
  - 宜蘭金六結新兵訓練中心
  - 花蓮北埔新兵訓練中心
- 陸軍步兵第二○六旅（駐臺灣省新竹縣關西鎮）（威武部隊）
  - 新竹關西新兵訓練中心
  - 苗栗頭份斗煥坪新兵訓練中心
- 陸軍步兵第三○二旅（駐臺灣臺中市烏日區）（虎威部隊）
  - 臺中烏日成功嶺新兵訓練中心
- 陸軍步兵第一○四旅（駐臺灣臺中市烏日區）（常山部隊）
  - 臺中烏日成功嶺新兵訓練中心
- 陸軍步兵第二五七旅（駐臺灣省嘉義縣大林鎮）（軍魂部隊）
  - 嘉義中坑新兵訓練中心
- 陸軍步兵第二○三旅（駐臺灣台南市官田區）（實踐部隊）
  - 臺南官田大內新兵訓練中心
- 陸軍步兵第一〇九旅（駐臺灣桃園市楊梅區、中壢區、八德區）
- 陸軍步兵第一一七旅（駐臺灣高雄市鳳山區）
- 陸軍步兵第一〇一旅（駐臺灣省嘉義縣大林鎮）
- 陸軍步兵第一三七旅（駐臺灣臺南市大內區）
- 陸軍步兵第二四九旅（駐臺灣省苗栗縣頭份市）
- 代訓補充兵（各新訓步兵旅砲兵營受訓12天即可退伍）[12]

## 歷任陸軍司令部中將參謀長
| 圖片 | 姓名   | 軍種軍階 | 任期時間              | 備註                                               |
| ---- | ------ | -------- | --------------------- | -------------------------------------------------- |
|      | 查台傳 | 陸軍中將 | 2001年－2004年        |                                                    |
|      | 楊天嘯 | 陸軍中將 | 2004年－2005年        | 2009年2月5日－2011年8月15日接任陸軍司令            |
|      | 王根林 | 陸軍中將 | 2005年－2005年        |                                                    |
|      | 龐豫銅 | 陸軍中將 | 2005年－2006年        |                                                    |
|      | 陳良濬 | 陸軍中將 | 2006年－2006年        |                                                    |
|      | 嚴德發 | 陸軍中將 | 2007年－2008年        | 2014年1月16日－2015年1月29日接任陸軍司令           |
|      | 孫玦新 | 陸軍中將 | 2008年－2009年        |                                                    |
|      | 朱玉書 | 陸軍中將 | 2009年－2011年        |                                                    |
|      | 羅際琴 | 陸軍中將 | 2011年－2013年        |                                                    |
|      | 郝以知 | 陸軍中將 | 2013年－2015年        |                                                    |
|      | 全子瑞 | 陸軍中將 | 2015年－2016年        |                                                    |
|      | 白捷隆 | 陸軍中將 | 2016年－2018年        | 轉任國防部全民防衛動員署署長                       |
|      | 楊海明 | 陸軍中將 | 2018年－2019年        | 曾任參謀本部中將副參謀總長                         |
|      | 陳忠文 | 陸軍中將 | 2019年－2021年        | 現任副參謀總長114/1/16                             |
|      | 章元勳 | 陸軍中將 | 2021年－2023年6月30日 | 曾任國防部總督察長；曾任十軍團指揮官、馬防部指揮官 |
|      | 陳建義 | 陸軍中將 | 2023年7月1日-至今     |                                                    |

## 歷任陸軍司令部少將副參謀長
| 圖片 | 姓名   | 軍種軍階 | 任期時間                      | 備註                                                                                 |
| ---- | ------ | -------- | ----------------------------- | ------------------------------------------------------------------------------------ |
|      | 陳生在 | 陸軍少將 | 2018年1月1日－2021年7月31日   | 原任陸軍後勤指揮部參謀長                                                             |
|      | 陳明華 | 陸軍少將 | 2020年8月8日－2022年10月31日  | 調任軍情局副局長 調國防部參事，113.08.01 晉升中將                                    |
|      | 林文祥 | 陸軍少將 | 2021年8月1日－2022年5月31日   | 原任陸軍後勤指揮部副指揮官，111.6.1調任陸軍後勤中將指揮官；112.7.1調任國防部軍備局長 |
|      | 黃先任 | 陸軍少將 | 2022年11月1日－2023年10月31日 | 原任步兵訓練指揮部指揮官 後升任馬防部中將指揮官                                      |
|      | 洪虎焱 | 陸軍少將 | 2022年6月1日－2023年6月30日   | 原任陸軍後勤處長；112.7.1調升陸軍後勤指揮部中將指揮官                                |
|      | 黃明道 | 陸軍少將 | 2023年8月1日－2024年11月      | 原任陸軍後勤指揮部參謀長113.11 退伍                                                  |
|      | 邵智君 | 陸軍少將 | 2023年11月1日－2024年5月20日  | 原任陸軍人軍處長；20240520調任總統府侍衛長晉升中將                                   |
|      | 連志威 | 陸軍少將 | 2024年7月1日－2024年8月31日   | 原任陸軍戰訓處長；20240901調任六軍團副指揮官晉升中將                                 |
|      | 劉青勳 | 陸軍少將 | 2024年12月1日－現任           | 原任陸軍後勤指揮部參謀長；                                                           |
|      | 林文皇 | 陸軍少將 | 2024年12月1日－2025年2月16日  | 原任陸軍教準部副指揮官；1140216退伍                                                  |
|      | 吳松齡 | 陸軍少將 | 2025年2月16日－現任           | 原任陸軍專科學校校長；                                                               |

## 歷任陸軍司令部士官督導長
| 任次 | 圖片 | 姓名   | 軍種軍階     | 軍種軍階   | 任期時間                    | 備註                                                                         |
| ---- | ---- | ------ | ------------ | ---------- | --------------------------- | ---------------------------------------------------------------------------- |
|      |      | 韓正宏 | 陸軍裝甲兵科 | 一等士官長 |                             | 調任參謀本部總士官長 搭乘UH-60黑鷹直升機失事，於參謀本部總士官長任內因公殉職 |
|      |      | 潘文清 | 陸軍裝甲兵科 | 一等士官長 | ？–2020年2月29日            | 調任參謀本部總士官長                                                         |
|      |      | 李家緯 | 陸軍步兵科   | 一等士官長 | 2020年3月1日－2024年4月30日 | 原任陸軍教準部士官督導長 調步兵訓練指揮部擔任兵器組教官                      |
|      |      | 林榮華 | 陸軍         | 一等士官長 | 2024年5月1日－現任          | 原任馬祖防衛司令部士官督導長                                                 |

## 附註
1. ↑   维基文库中的相關文獻：國防部組織法

## 外部連結
- 國防部陸軍司令部 （页面存档备份，存于）（繁體中文）（英文）
- 軍事教育條例修正 9少將降編為9上校 （页面存档备份，存于）
- 軍事教育條例修正 三讀通過 2013年12月11日總統公布 （页面存档备份，存于）
- 軍事教育條例修正 增列軍事訓練機構得授予學資證明、招生規定、退學賠償辦法由國防部訂定